# Einat Ramon
Einat Ramon (née en 1959) est une femme devenue rabbin israélienne, qui a renoncé à ce titre. C'est la première femme née en Israël à être ordonnée rabbin, et à diriger une école rabbinique Massorti, en particulier le Séminaire rabbinique Schechter à Jérusalem, où elle est doyenne de 2005 à 2009,. C'est également la première sabra dans cette position. Depuis 2011, elle ne s'identifie plus comme rabbin. C'est la directrice du programme de formation Marpeh pour les soignants spirituels à Jérusalem et elle enseigne la pensée juive moderne et  le féminisme juif à l'Institut Schechter.

## Biographie
En 1989, Einat Ramon est ordonnée au Jewish Theological Seminary de New York,. Rabbin par intérim à Berkeley Hillel, elle obtient un doctorat en études religieuses de l'université Stanford. Elle est rabbin pour la  Congrégation Har-Shalom à Missoula, Montana avant de retourner en Israël en 1994.
De 2005 à 2009, Einat Ramon est doyenne du Séminaire rabbinique Schechter à Jérusalem. Alors qu'elle occupe ce poste, elle s'oppose à l'ordination de rabbins homosexuels à Schechter et au mariage homosexuel dans le mouvement Massorti. Cette prise de position crée des tensions avec les séminaires Nord Américains de ce mouvement, qui venaient d'ordonner des rabbins homosexuels.
Elle écrit le livre A New Life: Religion, Motherhood and Supreme Love in the Works of Aharon David Gordon (Une nouvelle vie : la religion, la maternité et l'amour suprême dans l’œuvre de Aharon David Gordon) et contribue à la rédaction de l'ouvrage New Jewish Feminism: Probing the Past, Forging the Future (Nouveau féminisme juif : sonder le passé, forger l'avenir). Elle publie aussi des articles sur la pensée juive moderne, le féminisme juif et l'histoire intellectuelle sioniste.
En 2011, elle quitte le mouvement Massorti et le rabbinat (elle ne se considère alors plus comme rabbin) en raison de conflit idéologique. Son affiliation est celle d'une juive orthodoxe moderne.
Depuis 2006, le Dr Ramon est active dans le mouvement de la pastorale clinique en Israël. Elle contribue à fonder la première unité d'éducation pastorale clinique en Israël. Elle participe au réseau puis à l'association des soignants spirituels en Israël : elle y conçoit un code d'éthique pour les soignants spirituels israéliens, ainsi que des normes professionnelles pour la formation des aumôniers israéliens. En 2011, elle met en place le seul programme universitaire israélien spécialisé dans les soins spirituels juifs à l'Institut Schechter.

## Vie privée
Einat Ramon est mariée à Arik Ascherman, rabbin réformiste né aux États-Unis et militant qui défend les Palestiniens contre la violence des colons israéliens.